# Ambernath
Ambernath oder Ambarnath (Marathi: अंबरनाथ) ist eine Stadt im Großraum von Mumbai im indischen Bundesstaat Maharashtra.

## Lage
Ambernath liegt etwa 45 km (Fahrtstrecke) nordöstlich des Zentrums von Mumbai, ist aber von dort auch mit Vorortzügen über Thane gut zu erreichen. Die Stadt liegt ca. 35 bis 65 m ü. d. M.

## Bevölkerung
Offizielle Bevölkerungsstatistiken werden erst seit 1991 geführt und veröffentlicht.
| Jahr      | 1991 | 2001    | 2011    |
| Einwohner | –    | 203.804 | 253.475 |

Knapp 79 % der zumeist zugewanderten Einwohner sind Hindus, ca. 10 % sind Moslems, ca. 5 % sind Buddhisten und knapp 5 % sind Christen; die übrigen Religionsgemeinschaften wie Jains und Sikhs bilden Randgruppen.

## Wirtschaft
Ambernath ist eine – durch die Eisenbahnstrecke zweigeteilte – Vorortstadt von Mumbai; seit der zweiten Hälfte des 20. Jahrhunderts haben sich hier auch Handwerker, Händler, Dienstleister und kleinere Industrieunternehmen angesiedelt.

## Geschichte
Ein Ort existierte wohl schon zur Zeit der Tempelgründung; der Tempel selbst scheint der Zerstörungswut islamischer Heere entgangen zu sein, denn es ist selten, in dieser Region Indiens einen gut erhaltenen Tempelbau vorzufinden. Einen neuen Aufschwung erlebte der Ort unter den Briten und dann vor allem nach der indischen Unabhängigkeit im Jahr 1947.

## Sehenswürdigkeiten
Einzige Sehenswürdigkeit der Stadt ist der mittelalterliche, dem Hindu-Gott Shiva als „Herr des Himmels“ (ambarnath) geweihte Tempel (mandir) aus dem Jahr 1060. Zum Schutz vor freilaufenden Tieren und vor eindringendem Wasser (vor allem in der Monsunzeit) ruht er auf einem erhöht liegenden Unterbau; seine Versammlungshalle (mandapa) ist von drei Seiten aus zugänglich, doch nur vor dem Haupteingang ruht ein Nandi-Bulle. Das gestufte Dach steigt nach hinten an, doch wurde der geplante Shikhara-Turm über der Cella (garbhagriha) nie vollendet. Die Außenmauern des Tempels sind mit Figuren (Götter, Schöne Mädchen etc.) aber auch mit Ornamenten geschmückt – ein flächiges Wandstück ist nirgends sichtbar. In der Cella befindet sich ein Shiva-Lingam umschlossen von einer yoni.